# Taça Europeia de Andebol de 1965–66
A Copa Europeia de Handebol de 1965–66 foi a sétima edição da principal competições de clubes de handebol da Europa.
Na final o SC DHfK Leipzig venceu por 16–14 o Honved.

## Fases

### Rodada 1
| Equipe 1             | Total | Equipe 2             | 1.º jogo | 2.º jogo |
| -------------------- | ----- | -------------------- | -------- | -------- |
| Honved Budapest      | 52:31 | VIF G.Dimitrov Sofia | 32:15    | 20:16    |
| Rapid Wien           | ??:?? | ROC Flemallois       | 16:10    | ??:??    |
| Operatie-55 Den Haag | ??:?? | FC Porto             | ??:??    | ??:??    |

### Rodada 2
| Equipe 1              | Total | Equipe 2             | 1.º jogo | 2.º jogo |
| --------------------- | ----- | -------------------- | -------- | -------- |
| HB Dudelange          | 32:65 | SC DHfK Leipzig      | 23:38    | 09:27    |
| RK Zagreb             | 47:31 | SMUC Marseille       | 30:16    | 17:15    |
| Frisch Auf Göppingen  | 17:32 | Dukla Prague         | 07:11    | 10:21    |
| FH Hafnarfjördur      | 35:28 | IK Fredensborg Oslo  | 19:15    | 16:13    |
| Redbergslids Göteborg | 41:35 | Operatie-55 Den Haag | 20:14    | 21:21    |
| WKS Slask Wroclaw     | 38:41 | KFUM Aarhus          | 20:14    | 18:27    |
| Grasshoppers Zürich   | 35:23 | Rapid Wien           | 20:12    | 15:11    |
| Atlético Madrid       | 31:45 | Honved Budapest      | 16:17    | 15:28    |

### Quaras-de-finais
| Equipe 1         | Total | Equipe 2              | 1.º jogo | 2.º jogo |
| ---------------- | ----- | --------------------- | -------- | -------- |
| RK Zagreb        | 29:35 | SC DHfK Leipzig       | 14:18    | 15:17    |
| FH Hafnarfjördur | 31:43 | Dukla Prague          | 15:20    | 16:23    |
| KFUM Aarhus      | 50:34 | Redbergslids Göteborg | 24:18    | 26:16    |
| Honved Budapest  | 44:28 | Grasshoppers Zürich   | 22:15    | 22:13    |

### Semi-finais
| Equipe 1        | Total | Equipe 2     | 1.º jogo | 2.º jogo |
| --------------- | ----- | ------------ | -------- | -------- |
| SC DHfK Leipzig | 28:22 | Dukla Prague | 15:10    | 13:12    |
| Honved Budapest | 41:37 | KFUM Aarhus  | 25:12    | 16:25    |

### Final
| Equipe 1        | Resultado | Equipe 2        |
| --------------- | --------- | --------------- |
| SC DHfK Leipzig | 16:14     | Honved Budapest |